# Always Crashing in the Same Car
"Always Crashing in the Same Car" es una canción escrita por el músico británico David Bowie, para el álbum de 1977, Low.
La letra de la canción describe la frustración de hacer el mismo error una y otra vez. El narrador de la canción relata conducir a una alta velocidad en círculos alrededor de un garage de un hotel, cautelosamente buscando por peligro, no obstante, sigue chocando inevitablemente, mientras una chica llamada Jasmine observa.

## Versiones en vivo
- Una versión grabada en el BBC Radio Theatre, Londres el 27 de junio de 2000, apareció en la edición limitada de Bowie at the Beeb.[3]
- Una versión grabada en el 14 de octubre de 1999 fue publicada en el álbum de 2020, Something in the Air (Live Paris 99).[4]
- Una presentación grabada en el 19 de noviembre de 1999 en el Kit Kat Klub durante la gira de Hours, fue publicada en el álbum de 2021, David Bowie at the Kit Kat Klub (Live New York 99).[5]

## Créditos
Créditos adaptados desde las notas del álbum.
- David Bowie – voz principal, sintetizador ARP
- Ricky Gardiner – guitarra líder
- Carlos Alomar – guitarra rítmica
- Brian Eno – sintetizador EMI
- George Murray – bajo eléctrico
- Roy Young – piano, órgano
- Dennis Davis – batería, percusión